# Donald Ier
Pour les articles homonymes, voir Donald.
Donald Ier (gaélique: Domnall mac Ailpín) (mort en 862) fut roi d'Écosse de 858 à 862.

## Biographie
Le second fils de Álpin II de Dalriada succède sur le trône à son frère ou demi-frère Kenneth MacAlpin après la mort de celui-ci.
Décrit comme « Le fils capricieux de l'étrangère », son règne est bref. D'après la Chronique des Rois d'Alba il remet à l'honneur un ensemble de lois et de droits du Dalriada, connus sous le nom de lois « Edus fils Echdach » c'est-à-dire d'Áed Find sans que l'on sache exactement de quoi il s'agit. Marjorie Ogilvie Anderson estime qu'il doit comprendre un corpus de lois coutumières irlandaises, associé avec le nom de l'arrière-grand-père de Donald connu ensuite sous le nom de « Lois de Macalpine » au XIIIe siècle.  
Il a été avancé par William Forbes Skene, que ce code inclut probablement la coutume de la tanistrie. Selon cette coutume, le successeur d'un roi est élu durant sa vie parmi les aînés et les plus méritants de sa parenté, préférant souvent un parent collatéral (frère, cousin ou oncle) à un descendant. Durant le règne de Donald, son neveu, Constantin, est choisi pour lui succéder à sa mort. La coutume de la tanistrie se prolonge jusqu'au règne de Malcolm II.
Donald mac Alpin meurt « aux Ides d'avril », c'est-à-dire le 13 avril 862, « in palacio Cinnbelathoir », selon  Chronique des Rois d'Alba, mais cet endroit n'a pas été identifié. Les Listes latines royales postérieures indiquent qu'il meurt à « Rathinveramon », le « fort à l'embouchure de la rivière Almon » dans le Perthshire comme William Forbes Skene le proposait déjà.
Les deux endroits sont peut-être identiques à quelques lieues de Forteviot, où les recherches archéologiques ont permis d'identifier les vestiges d'une résidence royale de cette époque. Elle se trouve plus bas sur la rive droite de la « Water of May », un petit cours d'eau qui rejoint la rivière Earn à environ un mile au nord. La Chronique ne mentionne plus Forteviot après le règne de Donald Ier.
Forteviot se réfère presque certainement au Fortriú, à peu près à mi-distance du sud de l'actuel Perthshire. Les annalistes irlandais donne le titre de « Roi de Fortriú » à seulement quatre rois des Pictes : deux qui meurent respectivement en 693 et 763, et aux prédécesseurs de Kenneth Ier, Constantin et Oengus II au IXe siècle. Kenneth Ier n'est pas nommé « Roi de Fortriu ». Lui et son frère Donald, et les deux fils de Kenneth Ier sont tous identifiés comme « Rois des Pictes ». Ce titre a très rarement été utilisé par les annalistes écrivant à cette époque. Il implique des prétentions à la souveraineté sur l'ensemble des provinces pictes ; mais il est très difficile d'apprécier jusqu'où s'étendait la souveraineté de Kenneth Ier ou de Donald.

## Postérité
Selon Alfred P. Smyth, il serait le père du roi Giric.
Cette assertion est rejetée par Marjorie Ogilvie Anderson qui souligne que dans les sources le nom du père de Giric est « Dúngal », et non pas « Domnall/Donald » et qu'il est difficile d'identifier les deux noms.

## Sources
- (en) Marjorie Ogilvie Anderson, « Donald I [Domnall mac Alpin] (d. 862) », Oxford Dictionary of National Biography, Oxford University Press, 2004.
- (en) Marjorie Ogilvie Anderson, introduction Nicholas Evans, King & Kingship in Early Scotland, Edinburgh, Scottish Academic Press réédition 2011, 1973, 310 p. (ISBN 978-1-906566-30-2).
- (en) Alfred P. Smyth, Warlords and Holy Men. Scotland AD 80-1000, Édimbourg, Edinburgh University Press, 1984, 279 p. (ISBN 0-7486-0100-7, lire en ligne), p. 179, 188, 190-191, 216.
- (en) Ann Williams, Alfred P. Smyth and D. P. Kirby, A bibliographical dictionary of Dark Age Britain, Londres, 1990, 253 p. (ISBN 1-85264-047-2), p. 102-103 Donald I (Domnall) King of Scots 858-862.
- (en) Alex Woolf, From Pictland to Alba 789-1070, vol. 2, Édimbourg, Edinburgh University Press, coll. « The New Edinburgh History of Scotland », 2007 (ISBN 978-0748612345), p. 103-107, 123, 341, 351.